# 北九州市ロボカップ会
北九州市ロボカップ会（きたきゅうしゅうしろぼかっぷかい）は、北九州市立児童文化科学館でサッカーロボットを学んだ子どもたちの「もっとロボット製作を続けたい」という願いから、2003年10月に発足したロボカップジュニアに取り組む子どもたちとそれをサポートする保護者の会。

## 概要
北九州市児童文化科学館では、定期的にロボカップジュニア・サッカーチャレンジを題材にしたサッカーロボット教室やプログラミング教室を開催している。ここでサッカーロボットを学んだ子どもたちを中心に寄せられた「もっとロボット製作を続けたい」という願いを受け、子どもたちとその保護者が中心となり2003年10月に”北九州市ロボカップ会”が発足された。

ロボカップジュニアでの活動が中心となるが、ロボカップ日本委員会とは関連が無く、独立した非営利団体である。

## 活動内容
北九州市児童文化科学館の開催するサッカーロボット教室やプログラミング教室の講師やアシスタントのボランティアをはじめ、ロボカップジュニアの北九州ノード大会の運営など、北九州市の子どもたちがロボットに触れる機会をサポートしている。

独自の活動として定期的に定例会を開催し、ロボカップジュニアのサッカーチャレンジを中心に、子供たちのロボット製作の場を提供するなど、ロボットを通して、地域の子どもたちに科学に対する関心をもたせ、次世代の技術の担い手の育成に取り組んでいる。また、ロボカップジュニアの大会に参加し、国内だけでなく海外の子どもたちとの国際交流を応援している。

## これまでの成績
| 年     | 大会名                         | クラス              | 成績   | チーム名                                   |
| ------ | ------------------------------ | ------------------- | ------ | ------------------------------------------ |
| 2004年 | ロボカップ2004リスボン大会     | サッカープライマリ  | 準優勝 | Ultimate（松岡広明、中村亮太、土井孝之）   |
| 2004年 | ロボカップ2004リスボン大会     | サッカーセカンダリ  | 第3位  | Kitakyushu A.I（志垣俊介）                 |
| 2005年 | ロボカップ2005大阪大会         | サッカーセカンダリ  | 第3位  | Team Wisdom                                |
| 2006年 | ロボカップ2006ブレーメン大会   | サッカープライマリ  | 優勝   | DESIGNERS (Takuma Kume, Takahiro Tsuchida) |
| 2006年 | ロボカップ2006ブレーメン大会   | サッカープライマリ  | 準優勝 | SR2006                                     |
| 2007年 | ロボカップ2007アトランタ大会   | サッカーセカンダリ  | 準優勝 | Team KCT                                   |
| 2008年 | ロボカップ2008蘇州大会         | サッカープライマリ  | 第3位  | かもっこKMTM                               |
| 2009年 | ロボカップ2009グラーツ大会     | サッカーAセカンダリ | 第3位  | Meister                                    |
| 2009年 | ロボカップ2009グラーツ大会     | サッカーB           | 出場   | かもっこKMTM                               |
| 2009年 | ロボカップ2009グラーツ大会     | サッカーB           | 出場   | KCT-i                                      |
| 2010年 | ロボカップ2010シンガポール大会 | サッカーAライト     | 第4位  | TN-STARS                                   |
| 2010年 | ロボカップ2010シンガポール大会 | サッカーB           | 出場   | かもっこKMTM                               |
| 2012年 | ロボカップ2012メキシコ大会     | レスキューＡ        | 出場   | Two Peace                                  |